# Trona
Trona (Wallerius, 1747), chemický vzorec Na3(CO3)(HCO3)·2H2O, je jednoklonný minerál. Název je zjednodušený výraz natron, který pochází z arabského označení pro přírodní sůl.

## Původ
- sedimentární – vysrážením ve slaných jezerech, výkvěty na půdách v suchých oblastech
- vulkanický – usazuje se v okolí fumarol (vzácně)

## Morfologie
Krystaly mají tvar prizmatických tabulek protažených ve směru {010} s ostatními plochami rýhovanými rovnoběžně s {010}, velikosti do 10 cm. Agregáty vláknité až sloupcovité, masivní.

## Vlastnosti
- Fyzikální vlastnosti: Tvrdost 2,5, hustota 2,14 g/cm³, štěpnost dokonalá podle {010}, lom nerovný až pololasturnatý.
- Optické vlastnosti: Barva: bílá, nažloutlá, šedá. Lesk skelný, průhlednost: průsvitný, bezbarvý v procházejícím světle, vryp bílý.
- Chemické vlastnosti: Složení: Na 30,51 %, H 2,23 %, C 10,63 %, O 56,63 %. Rozpustný ve vodě, v kyselinách kypí.

## Parageneze
- natrit, termonatrit, halit, glauberit, thénardit, mirabilit, sádrovec (solná jezera); shortit, northupit, bradleyit, pirssonit (Green River Formation, Wyoming, USA)

## Získávání
Povrchová těžba.

## Využití
K výrobě sody, která se dále používá při výrobě skla, papíru nebo mýdla. Ve starém Egyptě používali tronu při mumifikaci těl.

## Naleziště
Hojný v suchých oblastech.
- Česko – horké prameny v Karlových Varech
- Itálie – ze sopečných plynů v okolíVesuvu a Etny
- Turecko – Sebepliköy,Balıkesirská provincie – odhadované zásoby více než 200 mil tun
- Egypt – dolní část delty Nilu poblíž Memfisu.
- Keňa – jezero Magadi – nálezy velkých krystalů, odhadované zásoby 2 mld tun
- USA – jezera Borax Lake, Searles Lake a Owens Lake, Kalifornie; ložiska ve formaci Green River zasahující na území států Wyoming, Colorado, a Utah obsahují asi 100 mld tun trony a nahcolitu
- a další.